# یاسین پهلوان
یاسین پهلوان (انگلیسی: Yasin Pehlivan؛ زادهٔ ۵ ژانویهٔ ۱۹۸۹) بازیکن فوتبال اهل اتریش است.
از باشگاه‌هایی که در آن بازی کرده‌است می‌توان به باشگاه فوتبال بورسااسپور، باشگاه فوتبال راپید وین، باشگاه ورزشی کایسری ارجیسپور، باشگاه فوتبال ردبول زالتسبورگ و باشگاه فوتبال غازی عینتاب‌اسپور اشاره کرد.
وی همچنین در تیم‌های ملی فوتبال زیر ۲۰ سال اتریش، زیر ۲۱ سال اتریش و اتریش بازی کرده‌است.

## دوران باشگاهی
پهلوان فوتبال حرفه ای را در سال ۱۹۹۸ و با WS Ottakring آغاز کرد و در سال ۲۰۰۰ به صورت قرضی به فرست ویینا پیوست. پس از دو سال برای مدت کوتاهی بازگشت و به صورت قرضی به راپید وین منتقل شد. پس از دو فصل حضور موفق در راپید وین، این باشگاه اقدام به خرید وی از باشگاه اصلی کرد. 
عملکرد خوب او باعث شد که در ژانویه ۲۰۰۹، به تیم اصلی راپید وین راه یابد. پهلوان نخستین بازی خود برای این باشگاه را در ۲۲ فوریه ۲۰۰۹ و در مقابل ردبول زالتسبورگ انجام داد. او نخستین گل خود را در تاریخ ۱۴ مارس ۲۰۰۹ به Kapfenberger SV زد. 
وی در تاریخ ۲۱ مه ۲۰۱۱ قراردادی پنج ساله با غازی عینتاب‌اسپور، باشگاه حاضر در سوپر لیگ فوتبال ترکیه، امضا کرد. 
در ۲۱ ژوئن ۲۰۱۳، او قراردادی سه ساله با بورسااسپور امضا نمود. 
پهلوان در ۲۲ اوت ۲۰۱۵، قراردادی ۱ ساله را با ردبول زالتسبورگ به امضا رساند. 

## دوران ملی
او برای نخستین بار در زمستان ۲۰۰۸/۲۰۰۹ به تمرینات اتریش فراخوانده شد ولی اولین بازی خود را برابر تیم ملی فوتبال زیر ۲۱ سال ایتالیا در تاریخ ۱۱ فوریه ۲۰۰۹ انجام داد. او همچنین یک بازی ملی برای تیم ملی زیر ۲۰ سال اتریش مقابل آلمان و در ۱۲ اکتبر ۲۰۰۸ انجام داده است. پهلوان در سال ۲۰۰۹ به دعوت دیدی کنستانتینی، دو بازی برای تیم ملی اتریش انجام داد. 

## زندگی شخصی
پهلوان در خانواده ای از مهاجران اهل ترکیه به دنیا آمد.  او دارای تابعیت ترکیه است. 

## افتخارات
ردبول زالتسبورگ
- بوندس‌لیگا اتریش : ۲۰۱۵-۱۶
- جام حذفی فوتبال اتریش : ۲۰۱۵-۱۶

### اسپارتاک ترناوا
- لیگ دسته اول فوتبال اسلواکی : ۲۰۱۷–۱۸